# Chu Khẩu Điếm
Chu Khẩu Điếm (tiếng Trung: 周口店, bính âm: Zhōukǒudiàn) là một trấn thuộc quận Phòng Sơn, thành phố Bắc Kinh, Trung Quốc. Chu Khẩu Điếm có diện tích 126 km² và dân số 42.000 người.
Tại Chu Khẩu Điếm có các di chỉ người Bắc Kinh, người Sơn Đính Động (người động đỉnh núi) tại núi Long Cốt, được coi là Di sản thế giới của UNESCO từ năm 1987.